# Цель оправдывает средства
«Цель опра́вдывает сре́дства» — крылатая фраза, часто приписываемая  итальянскому писателю и политическому деятелю Никколо Макиавелли (итал. Il fine giustifica i mezzi), поскольку мысли, схожие с идеей «цель оправдывает средства», он высказывал в сочинении «Государь» (1532). Но, согласно другим источникам, эта цитата могла принадлежать Игнатию де Лойоле. Кроме того утверждается, что эта фраза (лат. Finis sanctificat media) иезуитского казуиста Антонио Эскобар-и-Мендоза (1589—1669) вошла в книгу «Книга нравственного богословия» (лат. Liber theologiae moralis, 1644 г.). Также данное выражение встречается у ряда авторов:
- английского философа-материалиста Томаса Гоббса;

Поскольку тому, кому отказывают в праве применять нужные средства, бесполезно и право стремиться к цели, то из этого следует, что раз всякий имеет право на самосохранение, то всякий имеет право применить все средства и совершить всякое деяние, без коих он не в состоянии сохранить себя.
— Томас Гоббс, «О гражданине» (1642)
- немецкого богослова Германа Бузенбаума:

Кому дозволена цель, тому дозволены и средства.
— Герман Бузенбаум «Основы морального богословия» (1645)
- французского математика и философа Блеза Паскаля, который в своих «Письмах к провинциалу», разоблачая казуистику иезуитов, вложил в уста иезуита слова:

Мы исправляем порочность средств чистотою цели.

## Примеры цитирования
Одни иезуиты утверждают, что всякое средство хорошо, лишь бы достигнуть цели. Неправда! Неправда! С ногами, осквернёнными грязью дороги, недостойно войти в чистый храм.
— И. С. Тургенев, «Переписка, 10»

И везде и всюду единственными стремлениями, которыми руководился молодой человек буржуазии, были деньги, жажда власти как средство для эксплуатации, для наживы. И в борьбе за это все средства были хороши. Подлость, предательство, а где и нож — всё пускалось в ход. Цель оправдывала средства.
— Н. А. Островский, «Мужество рождается в борьбе»

Цель оправдывает средства — давай

Убивай, насилуй, клевещи, предавай

Ради светлого, светлого, светлого, светлого 
Светлого здания идей Чучхе...— Егор Летов, «Харакири»

## Позиция в католицизме
Отношение Римско-католической церкви к такому лозунгу изложено в Катехизисе католической церкви, а именно в третьей части «Жизнь во Христе», в первом разделе «Призвание человека — жизнь в духе», в главе первой «Достоинство человеческой личности» и статье 4 «Нравственное значение человеческих поступков»:

1753. Доброе намерение (например, помощь ближнему) не делает добрым и праведным поведение, которое само по себе беззаконно (такое, как ложь и злословие). Цель не оправдывает средств. Так, нельзя оправдать осуждение невинного как законное средство для спасения народа. Напротив, наличие дурного намерения (такого, как суетная слава) может сделать дурным поступок, который сам по себе может быть добрым (такой, как подаяние милостыни) (Мф. 6:2—4).
Оригинальный текст (исп.)1753 Una intención buena (por ejemplo: ayudar al prójimo) no hace ni bueno ni justo un comportamiento en sí mismo desordenado (como la mentira y la maledicencia). El fin no justifica los medios. Así, no se puede justificar la condena de un inocente como un medio legítimo para salvar al pueblo. Por el contrario, una intención mala sobreañadida (como la vanagloria) convierte en malo un acto que, de suyo, puede ser bueno (como la limosna) (cf Mt 6, 2-4).

## Фразы со схожим или противоположным смыслом
- «Игра сто́ит свеч»
- «Чтобы приготовить яичницу, нужно разбить яйца»
- «Чтобы продать ведро воды, нужно устроить пожар»
- «Овчинка выделки не стоит»
- «На войне все средства хороши»
- «Лес рубят — щепки летят»

## В культуре
Фраза упоминается в 1 серии 1 сезона испанского телесериала «Чёрная лагуна» и его российской адаптации «Закрытая школа» персонажами Гектором де ла Вегой (Луис Мерло) и Виктором Поляковым (Антон Хабаров).